# نينو بيسوزي
نينو بيسوزي (6 فبراير 1901 – 2 فبراير 1971) ممثل إيطالي، ظهر في 54 فيلمًا بين عامي 1931 و1970، ولد في ميلانو بإيطاليا ومات فيها.

## روابط خارجية
- نينو بيسوزي على موقع IMDb (الإنجليزية)
- نينو بيسوزي على موقع ألو سيني (الفرنسية)
- نينو بيسوزي على موقع أول موفي (الإنجليزية)
- نينو بيسوزي على موقع قاعدة بيانات الفيلم (الإنجليزية)
- نينو بيسوزي على موقع كينوبويسك (الروسية)